# Trajetória hiperbólica

O caminho em azul é um exemplo de trajetória hiperbólica.

Na astrodinâmica ou na mecânica celeste, uma trajetória hiperbólica é a trajetória de qualquer objeto em torno de um corpo central com velocidade mais que suficiente para escapar da atração gravitacional do objeto central. O nome deriva do fato de que, de acordo com a teoria newtoniana, tal órbita tem a forma de uma hipérbole. Em termos mais técnicos, isso pode ser expresso pela condição de que a excentricidade orbital seja maior que um.
Sob suposições simplistas, um corpo viajando ao longo dessa trajetória irá rumo ao infinito, acomodando-se a um excesso de velocidade final em relação ao corpo central. Da mesma forma que as trajetórias parabólicas, todas as trajetórias hiperbólicas são também trajetória de escape. A energia específica de uma órbita de trajetória hiperbólica é positiva.
Voos planetários, que usam a gravidade assistida, podem ser descritos dentro da esfera de influência do planeta usando trajetórias hiperbólicas.

## Trajetória hiperbólica radial
Uma trajetória hiperbólica radial é uma trajetória em linha reta não periódica em que a velocidade relativa dos dois objetos sempre excede a velocidade de escape. Existem dois casos: os corpos se movem se aproximando ou se afastando um do outro. Esta é uma órbita hiperbólica com eixo semi menor = 0 e excentricidade = 1. Apesar da excentricidade ser 1, esta não é uma órbita parabólica.